# Calliergon subpapillosum
Calliergon subpapillosum är en bladmossart som beskrevs av Karczmarz 1971. Calliergon subpapillosum ingår i släktet skedmossor, och familjen Amblystegiaceae. Inga underarter finns listade i Catalogue of Life.